# الجامعة الوطنية لتكنولوجيا الدفاع
الجامعة الوطنية لتكنولوجيا الدفاع (بالإنجليزية: National University of Defense Technology)‏ ويرمز لها اختصاراً NUDT و(بالصينية: 国防科学技术大学) هي جامعة حكومية رئيسية شاملة تقع في تشانغشا بمقاطعة هونان في جنوب وسط الصين، وتغطي مساحة إجمالية قدرها 373 هكتار.
وهي تحت إشراف مزدوج من وزارة الدفاع الوطني في الصين [الإنجليزية] ووزارة التربية والتعليم في الصين [الإنجليزية]، مخصصة لأجل المشروع 211 [الإنجليزية] و المشروع 985 [الإنجليزية]، وهما خطط وطنية لتسهيل تطوير التعليم العالي في الصين [الإنجليزية].
وتعتبر الجامعة رائدة في مجال تطوير الحاسوب الفائق وبرنامج الفضاء الصيني.

## وصلات خارجية
- الموقع الرسمي (بالإنجليزية)